# Grand America Hotel
El Grand America Hotel es el hotel más grande de la ciudad de Salt Lake City, la capital del estdado Utah (Estados Unidos). Ubicado en 555 South Main Street, Salt Lake City, 84111, está a una cuadra de Washington Square en el centro de la ciudad. Fue encargado y construido en 2001 por Earl Holding, y diseñado por Frank Nicholson.
Es el duodécimo edificio más alto de Salt Lake City y el hotel más alto con 24 pisos. El hotel mide 100 m de altura si se mide hasta la parte superior del asta de la bandera. El hotel también cuenta con 775 habitaciones y suites, numerosas salas de conferencias que suman un total de 7.000 m² de espacio flexible para reuniones, un spa de servicio completo calificado por Conde Nast Traveler, piscinas cubiertas y al aire libre, instalaciones para hacer ejercicio, jardín Restaurante cafetería, Lobby Lounge y Gibson Lounge bar.
Ha sido sede de conferencias, conferencias y también es utilizado con frecuencia por equipos deportivos profesionales visitantes. Por ejemplo, en octubre de 2013, Condoleezza Rice pronunció un discurso en el hotel.